# Đông Thọ, Tuyên Quang
Đông Thọ là một xã thuộc tỉnh Tuyên Quang, Việt Nam.
Xã Đông Thọ có diện tích 74,86 km², dân số năm 2025 là 18.085 người, mật độ dân số đạt 242 người/km².

## Địa lý
Xã Đông Thọ có vị trí địa lý:
- Phía đông giáp xã Sơn Dương và xã Tân Thanh.
- Phía tây giáp xã Nhữ Khê qua sông Lô và giáp tỉnh Phú Thọ với các xã Chí Đám (cũng qua sông Lô) và xã Đoan Hùng.
- Phía nam giáp xã Hồng Sơn.
- Phía bắc giáp xã Bình Ca.

## Hành chính
Ngày 16 tháng 6 năm 2025, Ủy ban Thường vụ Quốc hội ban hành Nghị quyết số 1684/NQ-UBTVQH15 của Ủy ban Thường vụ Quốc hội về việc sắp xếp các đơn vị hành chính cấp xã của tỉnh Tuyên Quang năm 2025. Theo đó, sáp nhập toàn bộ diện tích tự nhiên, quy mô dân số của các xã Đồng Quý và Quyết Thắng vào xã Đông Thọ.
Xã Đông Thọ được chia thành 29 thôn: Hà Sơn, Đa Thọ, Tân An, Y Nhân, Hữu Lộc, Làng Hào, Làng Mông, Mỹ Thọ, Trung Thu, Xạ Hương, Đông Khê, Đông Trai, Đông Ninh, Đông Thịnh, Bá Xanh, Cây Táu, Nhâm Lang, Như Xuyên, Quý Nhân, Thanh Lương, Việt Lâm, Xóm Nội, Bãi Sặt, Lãng Cư, Liên Thắng, Thượng Bản, Đá Trơn, Đồng Cảy, Sài Lĩnh.